# Віїшоара (Тодірешть, Васлуй)
Віїшоара (рум. Viișoara) — село у повіті Васлуй в Румунії. Входить до складу комуни Тодірешть.
Село розташоване на відстані 283 км на північ від Бухареста, 35 км на північний захід від Васлуя, 40 км на південний захід від Ясс.

## Населення
За даними перепису населення 2002 року у селі проживали 145 осіб, усі — румуни. Усі жителі села рідною мовою назвали румунську.